# Мучное масло

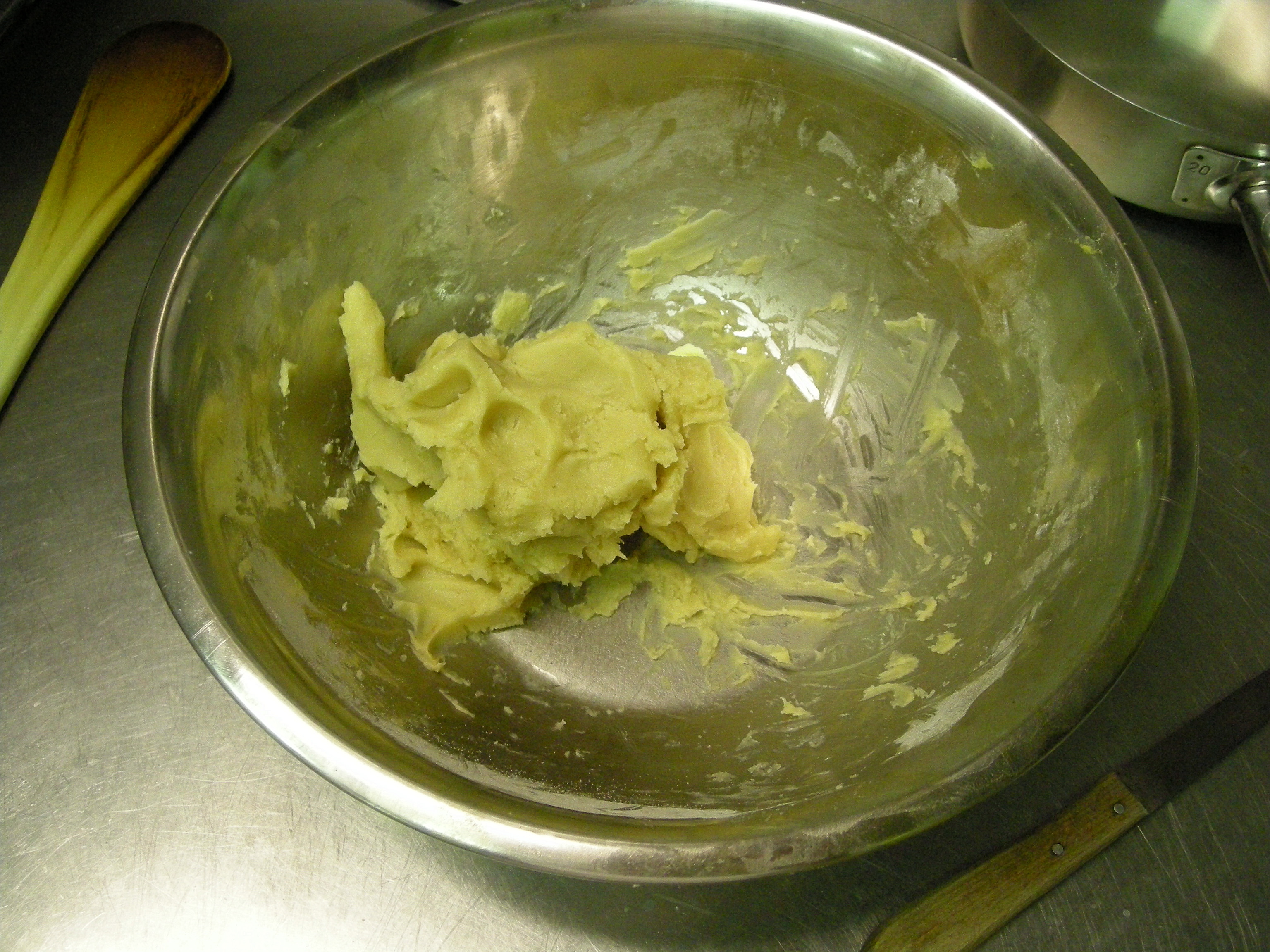
Мучное масло

Мучное масло (масло «манье», бёр манье́, фр. beurre manié) — кулинарный полуфабрикат, сливочное масло, перетёртое с мукой приблизительно в равных количествах. Изобретение французской кухни, применяется для быстрого загущивания горячих соусов, а также в гарнировании припущенных овощей и рагу.
Масло манье готовят из нераспущенного сливочного масла, тщательно растирая его вилкой с мукой мелкого помола до однородного состояния. Для приготовления соусов или подливок бер манье добавляют в горячий соус и доводят до кипения при постоянном помешивании до соответствующей густоты. С помощью мучного масла можно приготовить на основе томатного пюре томатный соус. Огюст Эскофье не рекомендовал долго кипятить соус с добавлением мучного масла, чтобы избежать появления неприятного мучного привкуса. Полученный соус требуется процедить. В «Поварском искусстве» 1902 года П. М. Зеленко приводит примеры приготовления соусов с мучным маслом на основе сока и жира, образовавшегося при жарке бифштексов, филе судака или почек в белом вине.